# Devereaux Mytton
Devereaux Reginald Mytton  (ur. 28 października 1924 w Melbourne, zm. 9 maja 1989 w Gold Coast) – australijski żeglarz sportowy. Brązowy medalista olimpijski z Melbourne.
Zawody w 1956 były jego jedynymi igrzyskami olimpijskimi. Brązowy medal zdobył w klasie 5,5 m. Sternikiem był Jock Sturrock, trzecim członkiem załogi Doug Buxton.